# Hoplodrina melendezi
Hoplodrina melendezi là một loài bướm đêm trong họ Noctuidae.